# Joan Massanet i Ochando
Joan Massanet i Ochando (Muro, Mallorca, 8 de març de 1831 - 14 de gener de 1901) fou un polític mallorquí, diputat i senador a les Corts Espanyoles durant el regnat d'Isabel II i durant la restauració borbònica.
La seva família tenia grans propietats. Fou elegit diputat per primer cop a les eleccions de 1863 i 1864 per la circumscripció d'Inca i el 1867 fou governador civil de la província de Conca. Fundador del Centre Alfonsí de Mallorca, després de la restauració borbònica ingressà al Partit Conservador, amb el que fou escollit novament diputat per la circumscripció de Palma a les eleccions generals espanyoles de 1884 i de 1896. També fou senador per les Illes Balears el 1876-1877, 1886, 1891-1893 i 1899-1900. Des del 1887 es va posar de part de Francisco Silvela en les disputes internes del partit, del que en fou el principal cap a Mallorca. Fou pare del bisbe de Sogorb Antoni Maria Massanet Verd i avi d'Antoni Maria Sbert i Massanet.

## Obres
- Memoria sobre los sucesos de Aragón en agosto de 1867 (1868)